# Dilidschan

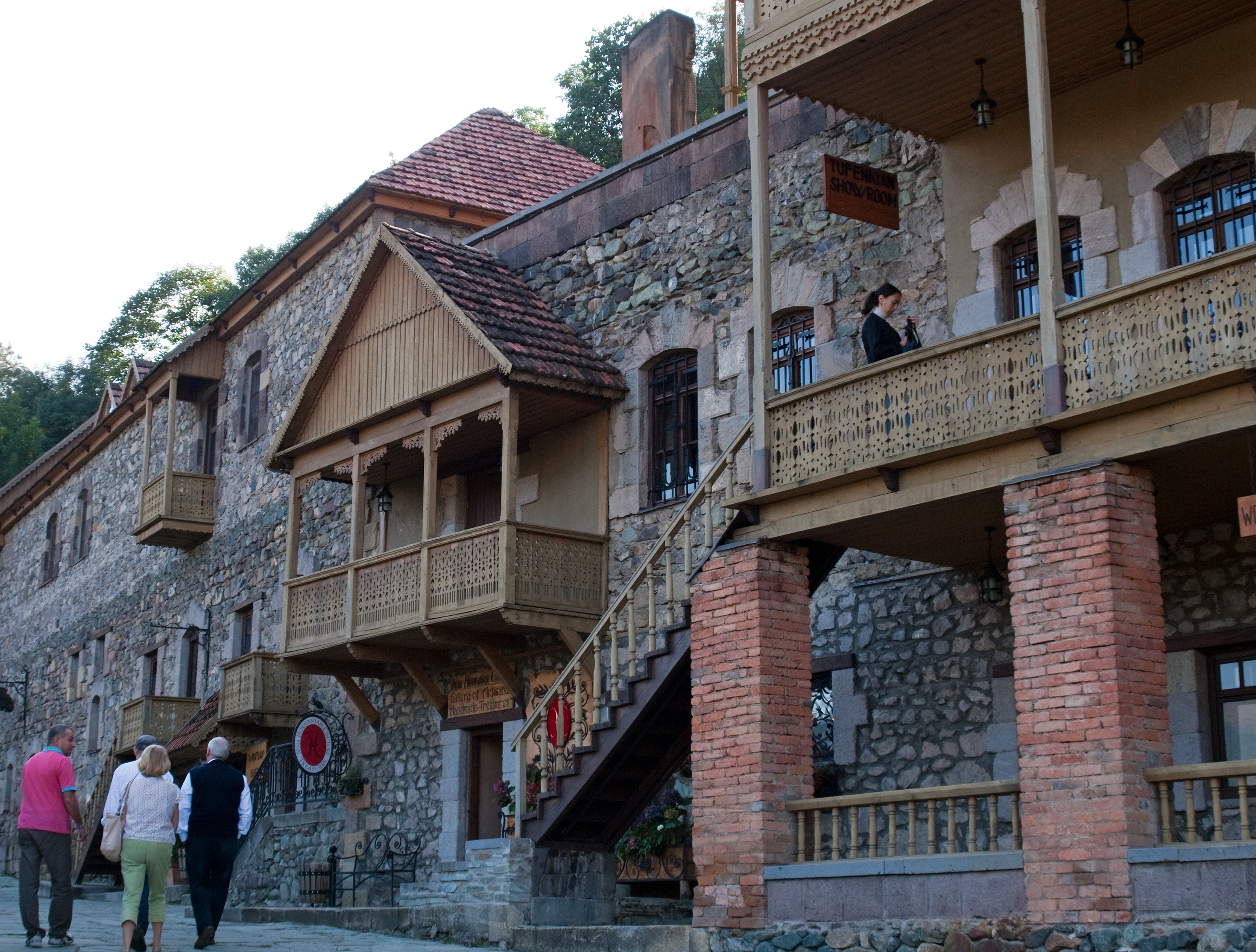
Scharambejan-Straße

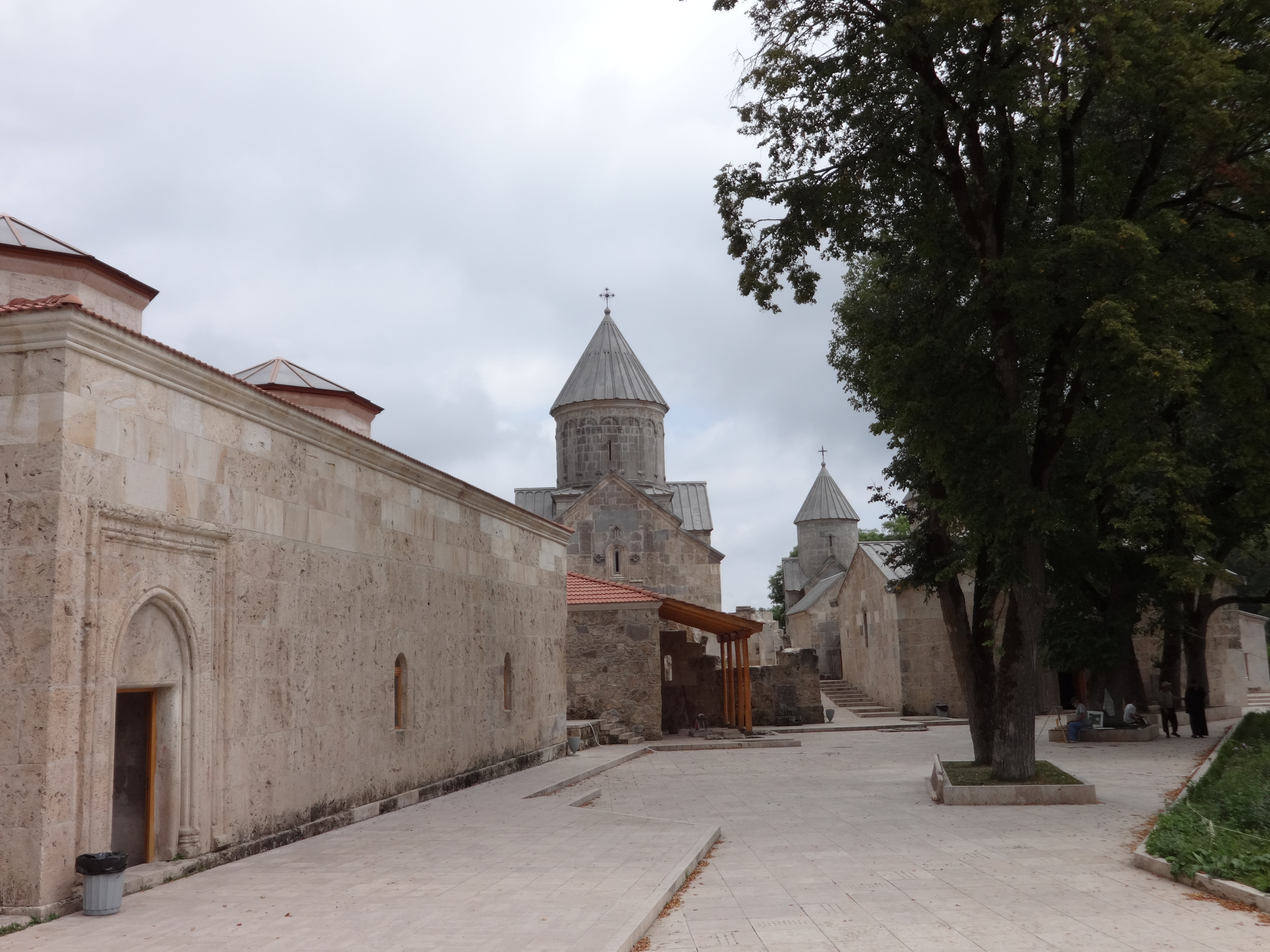
Das Hagharzin-Kloster nach der Renovierung

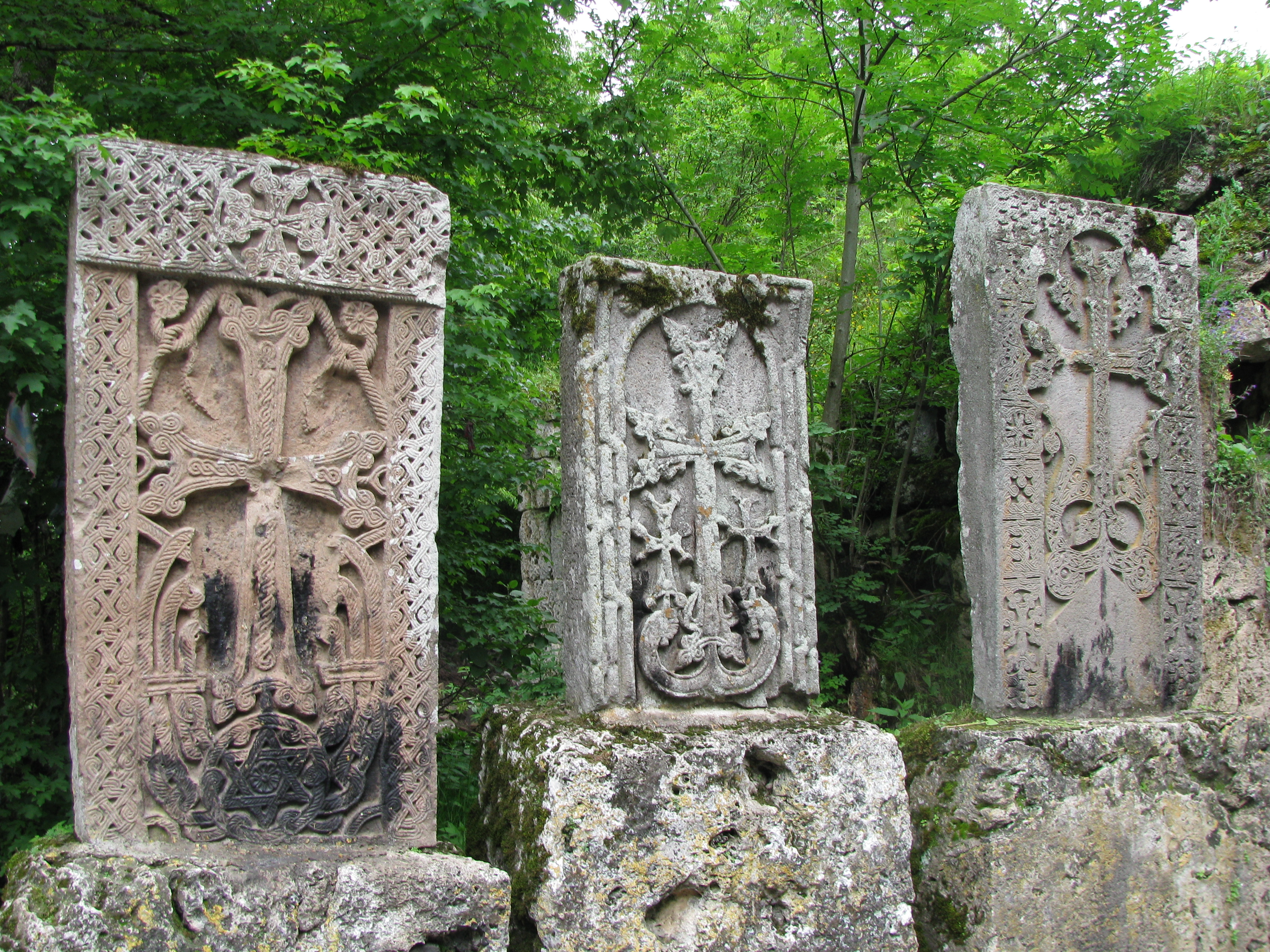
Chatschkare in der Nähe des Klosters

Dilidschan (armenisch Դիլիջան, auch Dilijan, Delijan und Delidschan) ist eine Stadt in der nordarmenischen Provinz Tawusch, die in der sowjetischen Zeit zu einem der führenden Kurorte des Landes ausgebaut wurde.

## Lage
Die Stadt erstreckt sich über 20 km an den Ufern des Aghstafa (russisch Akstafa, am Unterlauf in Aserbaidschan Ağstafacay) und liegt auf 1500 m Höhe umgeben von Bergen im 2002 gegründeten Dilidschan-Nationalpark. In Dilidschan münden auch Golowinka und Dilidschanka in den Aghstew. Die gebirgige Umgebung bedeckt ein 34.000 Hektar großes Waldgebiet. Einheimische nennen es wegen dieser idyllischen Lage daher auch die „Kleine Schweiz“ Armeniens. Dilidschan ist reich an Mineralquellen, und dem „Dilidschan“-Mineralwasser sagt man heilfördernde Wirkung nach.

## Geschichte
In der Nähe Dilidschans wurde bei Straßenbauarbeiten im Jahr 1859 ein spätbronzezeitliches Gräberfeld von etwa 1300 v. Chr. entdeckt. Der Fundort ist nach dem leitenden Ingenieur der Bauarbeiten, Redkin, als „Redkin-Lager“ bekannt. Viele Grabkammern waren noch unberührt und besaßen reiche Grabbeigaben. Die Bestattung der Toten erfolgte häufig in seitlicher Hockstellung mit dem Gesicht nach Westen.
Früher wurde die Region um Dilidschan Hovk genannt und war bei lokalen Fürsten, unter anderem den Arsakiden, als Jagdrevier beliebt. 1666 erwähnte der französische Reisende Jean Chardin erstmals den Ort Dilidschan. Unter russischer Herrschaft begann im 19. Jahrhundert ein Bevölkerungszuwachs und erste Schulen, sowie 1908 eine öffentliche Bibliothek wurden gegründet.
Dilidschan war im Mittelalter der Urlaubsort der armenischen Könige. Während der Sowjetzeit kamen die Partei- und Politikbosse aus Moskau hierher zur Kur. Auch heute noch nennen viele armenische Künstler und Filmemacher die Stadt ihr Zuhause.

## Stadtbild
Dilidschan erhielt 1951 die Stadtrechte und hatte im Jahr 2009 15.601 Einwohner, etwa ein Drittel weniger als 1989. Dilidschan ist einer der wichtigsten Erholungs- und Tourismusorte in Armenien. Beliebt sind vor allem Wander- und Fahrradtouren, insbesondere im Naturschutzgebiet.
In der Ortsmitte befindet sich entlang der Scharambejan-Straße die mit Mitteln der Tufenkian-Stiftung restaurierte Altstadt. Hier sind ein Museum und eine Galerie zu finden. In den dortigen Häusern ist teilweise noch die historische Inneneinrichtung des beginnenden 20. Jahrhunderts erhalten.

### Hagharzin-Kloster
Zu den Hauptsehenswürdigkeiten zählt das Kloster Haghartsin. Es setzt sich zusammen aus drei Kirchen und einem Refektorium, die zwischen dem 10. und 14. Jahrhundert erbaut wurden. Im Kloster und in der näheren Umgebung sind auch mehrere Chatschkare zu besichtigen. Zwischen 2008 und 2013 wurde das Kloster mit arabischen Spendengeldern renoviert. Ein weiteres mittelalterliches Kloster, Goschawank, befindet sich im wenige Kilometer entfernten Dorf Goscha.

## Sonstiges
Der Fußballclub Impuls Dilidschan spielte 1993 in der ersten armenischen Fußballliga. 2014 wurde das UWC Dilijan College (UWCD) eröffnet.